# Real Club Deportivo Carabanchel
Maillots
Le Real Club Deportivo Carabanchel est un club espagnol de football du quartier historique Carabanchel de la ville de Madrid. C'est le troisième club le plus ancien de la capitale, après le Real Madrid et l'Atlético de Madrid, et le treizième club le plus ancien en Espagne.
Le plus haut niveau atteint par le club est la Segunda División B (3e division). Il est plusieurs fois en course pour accéder en Segunda División (D2) mais ne parvient pas à ses fins.

## Historique
Le Real Club Deportivo Carabanchel est officiellement fondé le 8 septembre 1906. Ses débuts se font par l'intermédiaire de matchs amicaux contre d'autres clubs de la capitale.
En 1916, le nouveau président Pedro Arranz, donne à l'équipe une charte officielle. Le Carabanchel rejoint la même année la Castellana, la Coupe de la Fédération, qui se dispute sous la forme d'un tournoi régional. En 1927, il termine en tête de ce tournoi régional et est proclamé champion de Castille au niveau amateur en 1936, avant le début de la Guerre civile.
En 1955, le club atteint pour la première fois de son histoire la troisième division espagnole en devenant champion de la division régionale. Lors de la saison 1966-67, l'équipe termine championne de son groupe de promotion et lutte pour accéder à la deuxième division mais échoue dans sa tentative.
Durant les années 1970-1980, le club est en crise et ne retrouve la troisième division qu'en 1988. En 1990, le club termine à la troisième place dans le groupe de Madrid. Après plusieurs saisons irrégulières, l'équipe parvient à se qualifier pour la deuxième phase de l'accession à la Segunda División B, mais échoue face à Cultural Leonesa.
Enfin, lors de la saison 1995-96, le club accède à la Segunda División B après avoir terminé au troisième rang de la saison régulière puis championne de son groupe de promotion. Le club passe deux ans à ce niveau : lors de sa première saison, l'équipe madrilène termine à la huitième place du championnat, mais ne parvient pas à assurer son maintien lors de la saison suivante.
Le club subit ensuite une profonde crise économique et l'existence de la section sportive est même remise en cause. En 2006, le club redescend en Tercera División puis en 2008 en Primera Regional.
Durant la saison 2009/2010, le club change de conseil d'administration à la suite d'une motion de censure. Le projet porté par la nouvelle direction est d'accéder à la Tercera División en deux ans. Le club remplit son objectif à l'issue de la saison 2010-2011 en accédant à la Tercera División en compagnie du club du Deportivo Colonia Moscardo.

## Logo
Le logo représente la croix de Santiago Apóstol, patron de la ville de Carabanchel, et la couronne royale, accordée par S.M. le Roi Juan Carlos Ier d'Espagne en 1997 en reconnaissance de l'histoire du club comme l'un des pionniers du football à Madrid.
Le club porte les initiales « C » et « D » pour Club Deportivo, club de sport, précédé du  « R » de Real afin de pas être confondu avec le Real Club Deportivo de La Coruña.

## Maillot
Le club évolue lors de la saison 2010-2011 avec un maillot blanc, short et chaussettes noirs. Ce maillot présente un sponsor, l'entreprise de nettoyage Garro, Joma et Junkers. Le maillot porte également un blason et la Cruz de Santiago. Un deuxième jeu est composé d'un maillot, d'un short et des chaussettes bleues.

## Stade
Le Carabanchel joue au Campo de La Mina, stade d'une capacité de 2 000 spectateurs. Ce stade est l'un des plus anciens de la ville.